# Pabwehshi
Pabwehshi pakistanensis
Genre
Espèce
Pabwehshi est un genre éteint de crocodyliformes, un clade qui comprend les crocodiliens modernes et leurs plus proches parents fossiles. Il est rattaché au sous-ordre des Notosuchia (ou notosuchiens en français) et aux clades des Ziphosuchia et des Sebecosuchia.
Une seule espèce est rattachée au genre, Pabwehshi pakistanensis, décrite par les paléontologues Jeffrey A. Wilson (d), M. S. Malkani et Philip D. Gingerich en 2001.

## Étymologie
Le nom de genre Pabwehshi est composé du nom de la formation géologique de « Pab », où ses fossiles ont été découverts, et du mot de l'ourdou weshi, « bête », pour donner la « bête de la formation de Pab ». Le nom d'espèce pakistanensis indique le nom du pays de la découverte.

## Découverte et datation
Pabwehshi a été découvert près du village de Vitakri dans l'est de la province du Baloutchistan au centre du Pakistan. Ses restes fossiles, référencés GSP-UM 2000, sont constitués d'un museau comportant les prémaxillaires complets et une partie des maxillaires, les os nasaux, le vomer, l'os dentaire et l'os splénial droit. D'autres restes de mandibule ont été trouvés sur un site voisin.
Comme leur nom l'indique, ils proviennent de la formation géologique de Pab, datée de la fin du Crétacé supérieur, d'âge Maastrichtien, soit il y a environ entre 72,2 et 66,0 millions d'années.

## Description
Pabwehshi est un Crocodyliformes terrestre de taille moyenne. La partie avant préservée de son museau ne conserve que trois dents prémaxillaires, dont la troisième est élargie et surplombe le dentaire. Une première dent maxillaire réduite est positionnée le long du bord postérieur du diastème prémaxillaire-maxillaire. Sa deuxième dent maxillaire a une forme de canine élargie, elle est suivie vers l'arrière d'une fosse diastémique. 

## Classification
En 2001, ses inventeurs l'intègrent dans la famille des Baurusuchidae.
Cette attribution a été reprise dans de nombreuses publications entre 2005 et 2011 dont celles de A. H. Turner et de Diego Pol. En 2011, toutefois, F. C. Montefeltro et ses collègues soulignent que l'animal possède une carène sagittale, un caractère anatomique inconnu chez les Baurusuchidae ; ils ne tranchent cependant pas sur l'appartenance ou non du genre à cette famille.
Pabwehshi est un Notosuchia selon M. Bronzati et ses collègues en 2012. Diego Pol et ses collègues en 2014 le positionnent également parmi les notosuchiens, au sein des clades des Ziphosuchia et des Sebecosuchia, mais ils l'excluent de la famille des Baurusuchidae, en le positionnant en groupe frère de cette dernière ; ils précisent toutefois que cette position demande à être confirmée au regard de l'aspect très fragmentaire du fossile disponible.